# Lucien Malafosse
Pas d'image ? Cliquez ici

a Compétitions nationales et continentales officielles uniquement.

Lucien Malafosse, né le 8 novembre 1926 à Saint-Féliu-d'Avall et mort le 11 novembre 1978 à Saint-Cyprien (Pyrénées-Orientales), est un joueur français de rugby à XV et de rugby à XIII évoluant au poste de centre, d'ailier ou d'arrière dans les années 1940 et 1950.

## Biographie
Lucien Malafosse pratique le rugby dans le club de son village natal avant d'être repéré par l'USA Perpignan. Grand espoir du rugby à XV catalan, il y devient l'un des meilleurs éléments de l'équipe perpignanaise. Durant l'été 1948, il change de code de rugby et rejoint le rugby à XIII en signant pour le XIII Catalan. Il devient incontournable au sein de cette équipe. Il y remporte la Coupe de France en 1950 et dispute la finale du Championnat de France en 1951 avec pour partenaires Paul Dejean, Frédéric Trescazes, Jep Maso et Ambroise Ulma.

## Palmarès
- Collectif :
  - Vainqueur de la Coupe de France : 1950 (XIII Catalan)
  - Finaliste du Championnat de France : 1951 (XIII Catalan).
  - Finaliste de la Coupe de France : 1952 (XIII Catalan)

### Statistiques
| Saison    | Saison       | Championnat           | Championnat | Championnat | Championnat | Championnat | Championnat | Championnat | Coupe           | Coupe      | Coupe | Coupe | Coupe | Coupe | Coupe |
| Saison    | Saison       | Comp.                 | Class.      | M           | Pts         | Ess.        | Buts        | Dp.         | Comp.           | Class.     | M     | Pts   | Ess.  | Buts  | Dp.   |
| --------- | ------------ | --------------------- | ----------- | ----------- | ----------- | ----------- | ----------- | ----------- | --------------- | ---------- | ----- | ----- | ----- | ----- | ----- |
| 1948-1949 | XIII Catalan | Championnat de France | 5e          | ?           | -           | -           | -           | -           | Coupe de France | 1/8 finale | ?     | -     | -     | -     | -     |
| 1949-1950 | XIII Catalan | Championnat de France | 1/2 finale  | ?           | -           | -           | -           | -           | Coupe de France | Vainqueur  | ?     | -     | -     | -     | -     |
| 1950-1951 | XIII Catalan | Championnat de France | Finaliste   | ?           | -           | -           | -           | -           | Coupe de France | 1/2 finale | ?     | -     | -     | -     | -     |
| 1951-1952 | XIII Catalan | Championnat de France | 8e          | ?           | -           | -           | -           | -           | Coupe de France | Finaliste  | ?     | -     | -     | -     | -     |
| 1952-1953 | XIII Catalan | Championnat de France | 10e         | ?           | -           | -           | -           | -           | Coupe de France | 1/8 finale | ?     | -     | -     | -     | -     |